# Ulrika Babiaková
Ulrika Babiaková (3 avril 1976 - 3 novembre 2002) est une astronome slovaque.
Elle est créditée par le Centre des planètes mineures de la découverte et codécouverte de 14 astéroïdes sur la période 1998–2001, depuis la commune de Banská Štiavnica en Slovaquie.
Décédée à l'âge de 26 ans dans un accident, l'astéroïde de la ceinture principale (32531) Ulrikababiaková, découvert par son mari astronome Peter Kušnirák en 2001, a été nommé en sa mémoire le 8 octobre 2014 (M.P.C. 90379).
| Astéroïdes découverts : 14                 | Astéroïdes découverts : 14 |
| ------------------------------------------ | -------------------------- |
| (15053) Bochníček[1]                       | 17 décembre 1998           |
| (22185) Štiavnica[2]                       | 29 décembre 2000           |
| (22644) Matejbel[1]                        | 27 juillet 1998            |
| (49436) 1998 YX2[1]                        | 17 décembre 1998           |
| (72062) 2000 YR17[2]                       | 24 décembre 2000           |
| (72070) 2000 YC33[2]                       | 31 décembre 2000           |
| (82809) 2001 QK33[2]                       | 17 août 2001               |
| (82908) 2001 QU100[2]                      | 19 août 2001               |
| (104650) 2000 GY132[2]                     | 9 avril 2000               |
| (109096) 2001 QJ33[2]                      | 16 août 2001               |
| (123613) 2000 YQ17[2]                      | 24 décembre 2000           |
| (123647) Tomáško[2]                        | 31 décembre 2000           |
| (165712) 2001 QV33[2]                      | 17 août 2001               |
| (334076) 2001 QW33[2]                      | 17 août 2001               |
| 1. avec Petr Pravec 2. avec Peter Kušnirák |                            |